# Mormoiron
Mormoiron – miejscowość i gmina we Francji, w regionie Prowansja-Alpy-Lazurowe Wybrzeże, w departamencie Vaucluse.
Według danych na rok 1990 gminę zamieszkiwały 1264 osoby, a gęstość zaludnienia wynosiła 50 osób/km² (wśród 963 gmin regionu Prowansja-Alpy-W. Lazurowe Mormoiron plasuje się na 339. miejscu pod względem liczby ludności, natomiast pod względem powierzchni na miejscu 405.).

## Populacja

Populacja Mormoiron w latach 1962-2008